# Kloakdjur
Kloakdjur (Monotremata) är en ordning i klassen däggdjur. Den utgör den enda återstående resten av underklassen Protheria, vilken i sin tur är den enda underklassen som lägger ägg istället för att föda levande ungar. Arten kännetecknas av att dess urogenitala system och anus mynnar ut i en gemensam öppning (kloaken), att honan lägger ägg, att mjölkkörtlarna saknar spenar och i stället utmynnar i porer, samt att djuren har halsrevben. 
Att kloakdjur lägger ägg upptäcktes först på 1880-talet av Haacke och Caldwell. Ägget är ungefär 15 millimeter stort och har samma inre uppbyggnad som fåglarnas och kräldjurens ägg. Kroppens temperatur växlar mellan de olika kroppsdelarna. Myrpiggsvinet har en genomsnittlig kroppstemperatur av 28 °C, men i pungen är temperaturen 35 °C. Under vintervilan stiger kroppstemperaturen bara lite över luftens temperatur.
Av kloakdjur finns idag bara två familjer, vilka lever i Australien, Tasmanien och Nya Guinea. De tre släktena och fem arterna:
- Familjen Ornithorhynchidae, med en enda art Näbbdjuret (Ornithorhynchus anatinus).
- Familjen Tachyglossidae, myrpiggsvin med två släkten: kortnäbbiga myrpiggsvin (Tachyglossus) med en art och långnäbbiga myrpiggsvin (Zaglossus) med tre arter.

## Kroppsbyggnad
Kloakdjur räknas som däggdjur, trots att de har ovipari som fortplantningssätt. De definieras som däggdjur genom att de har hår eller liknande kroppsbeklädnad (taggar), att de diar ungdjuren med mjölk, att de har några anatomiska detaljer som uppbyggnaden av leden mellan övre och undre käken samt tre små ben i innerörat (hammaren, städet och stigbygeln). Dessutom är hjärtat delad i fyra segment. Den del i örat som hos andra däggdjur utgör hörselsnäckan (cochlean) är inte ihoprullad. I hänseende på andra morfologiska egenskaper som uppbyggnaden av skallen och extremiteterna samt öppningen för tarmen och det urogenitala systemet finns stora skillnader till de flesta andra däggdjuren.
Arternas yttre kroppsbyggnad är huvudsakligen anpassad till levnadssättet och habitatet. Näbbdjuret lever i vattnet och har därför en tät päls, en strömlinjeformig kropp, en horisontal avplattad svans och simhud mellan tårna. Myrpiggsvin förekommer däremot på land och är utrustade med klor som är utformade som grävverktyg samt taggar på sidorna och ryggen som skyddar djuret mot fiender. Kloakdjur når en kroppslängd mellan 30 och 77 centimeter. Vikten varierar mellan 0,5 och 2,5 kilogram för näbbdjuret och upp till 16 kilogram för släktet långnäbbiga myrpiggsvin (Zaglossus).
Kloakdjur är homeoterma (”varmblodiga”). Deras kroppstemperatur är alltså nästan likadan över hela livet. Temperaturen är med 30 till 32 °C lägre än hos andra däggdjur. Deras förmåga att hålla temperaturen konstant är inte lika välutvecklad som hos övriga däggdjur.

### Skalle och tänder
Kloakdjur har en långsträckt skalle. Nosen är omgiven av ett läderartat hölje och liknar därför fåglarnas näbb. Det finns inga morrhår men i näbben förekommer känsliga elektriska receptorer. Med hjälp av detta sinne känner de av svaga elektriska fält som uppstår vid bytesdjurens rörelse så att de har möjlighet att fånga bytet. Ögonen är små och yttre öron finns bara hos myrpiggsvin. Näbbdjurets yttre öron blev bakåtbildade när djuret anpassade sig till livet i vatten.
Även i skallens uppbyggnad finns några specifika detaljer. Främst gäller det konstruktionen av skallens sidoväggar som i motsats till skallen hos andra däggdjur huvudsakligen består av tinningbenets klippdel (Pars petrosa). Därför har kloakdjur även en annan anordning av käkmusklerna och kranialnerverna. Kloakdjur saknar hjärnbalken (Corpus callosum) som hos de flesta andra däggdjuren utgör länken mellan de två stora hemisfärerna i hjärnan. I ansiktet saknas några ben som till exempel tårbenet (Os lacrimale). Underkäken består av ett enda ben. Arternas sekundära käkled (Articulatio temporomandibularis) är uppbyggd som hos de övriga däggdjuren.
Vuxna kloakdjur har inga tänder alls. Nyfödda ungar har däremot en äggtand som hjälper dem att bryta genom skalen. Avsaknaden av tänder fanns inte alltid hos kloakdjuren. Upphittade fossil från krita och kenozoikum hade tänder. Myrpiggsvin är sedan genom hela livet tandlösa, ett kännetecken som förekommer även hos andra djur med myror som föda, bland annat myrslokar och myrkottar. Denna egenskap uppkom troligtvis på grund av konvergent evolution. I motsats till myrpiggsvinet förekommer under näbbdjurets liv anlag till tänder och två molarer bryter genom huden. Dessa är sönderslitna innan djuren är fullt utvecklade och ersätts av plattor med hornämne.

### Övriga skelettdelar

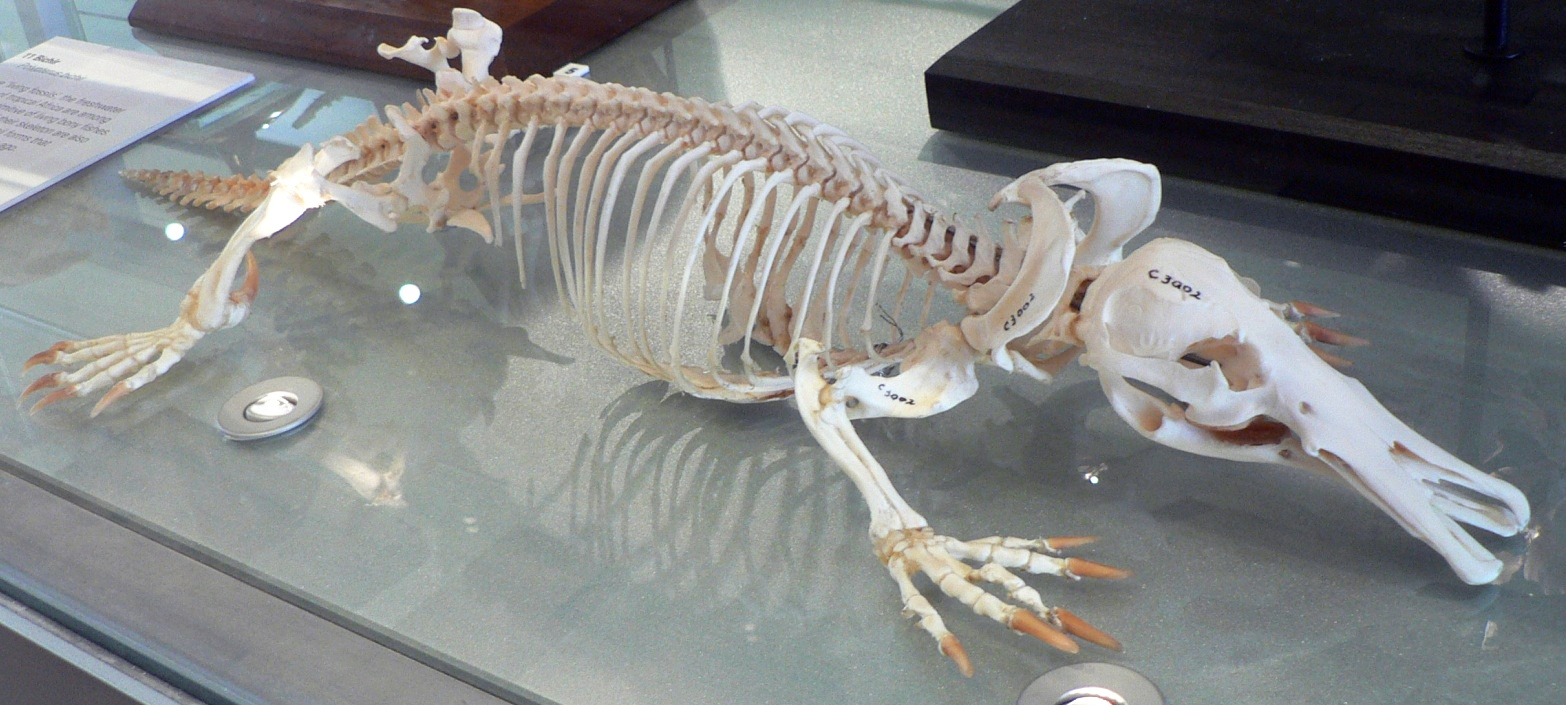
Näbbdjurets skelett

Som de flesta däggdjuren har kloakdjur sju halskotor men i motsats till övriga däggdjur har de ett slags revben i halsen. Skuldergördeln är massiv och utgör en stabil förbindelse mellan de främre extremiteterna och kroppen. Bredvid skulderblad och nyckelben som även finns hos andra däggdjur har kloakdjur ytterligare ben i denna kroppsdel, till exempel korpnäbbsutskott. Hos vissa däggdjur finns korpnäbbsutskott (däribland människan) men bara rudimentärt. Kloakdjurens nyckelben är fastvuxet med bröstbenet.
Ett kännetecken som kloakdjur delar med pungdjur är två ben, Ossa epubica, som skjuter fram från blygdbenet och som hos pungdjur håller pungen. Dessa ben uppkom troligtvis inte för parningens syfte, då de förekommer hos bägge kön, utom som ett stöd för musklerna av de bakre extremiteterna.
Ett annat särdrag är uppbyggnaden av kloakdjurens extremiteter då deras överarm och lår nästan ligger parallell med marken, så att deras rörelsesätt påminner om reptiler. Å andra sidan når buken inte ner till marken som hjälper dem att vara snabbare. Vid varje fot finns fem tår som hos näbbdjuret är försedd med simhud och hos myrpiggsvin med grävklor. Ett kännetecken för hannar är att de har giftkörtlar, en kanal som leder ut giftet och en 1,5 centimeter lång gifttagg som är fäst vid hälbenet. Hos vuxna honor blev dessa organ bakåtbildade. Giftets effektivitet är inte känt. Det finns berättelser om dödade hundar som hade till uppdrag att apportera ett kloakdjur. Troligtvis används giftet under strider för rätten att para sig men hos kloakdjur orsakar det sällan döden. Myrpiggsvinets gift är allmänt mindre kraftfullt.

### Inre organ
Hos kloakdjuren mynnar könsorganen, urinkanalen (endast hos honor) och tarmen i en enda öppning, kloaken. Det är orsaken till det svenska och det vetenskapliga namnet (Monotremata betyder ”djur med ett hål”). Kloaken förekommer dock även hos några andra däggdjur, till exempel hos tanrekar. Vad gäller uppbyggnaden av de övriga inre organen (hjärta, blodomlopp, lungor, matsmältningstrakt) skiljer sig kloakdjur endast obetydligt från de andra däggdjuren. Ett undantag är magsäcken som saknar körtlar, och därför sker den kemiska sönderdelningen av födan i tunntarmen.
Hannarnas penis är vid spetsen delad i två förgreningar och den är bara avsedd för sädesvätska, urin avsöndras genom kloaken. Scrotum saknas och därför ligger testiklarna inne i buken nära njurarna. Honor har ett par äggstockar. Hos näbbdjuret är bara den vänstra äggstocken i bruk, ett kännetecken som djuret delar med fåglarna, den högra är bakåtbildad. Honornas livmoder mynnar i kloaken.
I likhet med andra däggdjur av honkön har kloakdjurens honor mjölkkörtlar. Mjölken avsöndras inte över spenar utan över flera porer som ligger i ett särskilt område (Areola) på buken. Hos myrpiggsvin, men inte hos näbbdjuret, växer kort före dräktigheten en pung (Incubatorium) vid buken. I pungen förvaras äggen och de nyfödda ungdjuren. Denna pung har ingen förbindelse med de nämnda benen (Ossa epubica) och skiljer sig i uppbyggnaden mycket från pungdjurens pung.

### Utmärkande genetiska drag
I motsats till andra däggdjur har kloakdjur tio könskromosomer. Undersökningar för näbbdjuret från 2004 visade att honor har tio X-kromosomer medan hannar har fem X- och fem Y-kromosomer.

## Levnadssätt
De båda recenta familjerna av kloakdjur; näbbdjur och myrpiggsvin, har anpassat sig till olika habitat och skiljer sig därför tydligt i levnadssätt.
Näbbdjuret har ett akvatiskt levnadssätt (bundet till vattnet) och har sitt habitat i stillastående och rörliga sötvattensystem i östra och sydöstra Australien. De vilar i underjordiska bon som vanligen ligger i en slänt vid strandlinjen. Myrpiggsvin lever däremot på land. De ställer inga större krav på levnadsområdet och förekommer i ökenområden, i regnskogen och i bergstrakter upp till 4 000 meter över havet. Vanligtvis är kloakdjur aktiva under gryningen eller natten. För myrpiggsvin beror aktivitetstiden på klimatet och tillgången till föda. Det är välkänt att båda familjerna faller i ett stelt tillstånd (torpor) som kan jämföras med letargi vid kyligt väder och mindre tillgång till föda.
Kloakdjur är köttätare. Näbbdjuret äter kräftdjur, insektslarver, maskar och små fiskar som den hittar under vattenytan som kompletteras ibland med växtdelar. Myrpiggsvinens föda utgörs huvudsakligen av myror, termiter och daggmaskar. Som tidigare nämnts används de elektriska receptorer i näbben för att finna möjliga bytesdjur genom bytets muskelrörelser.
Till kloakdjurens naturliga fiender räknas en varan (Varanus varius), olika pytonormar (till exempel Morelia spilota) samt införda rovdjur som dingo och rödräv. Myrpiggsvin kan liksom igelkottar rulla ihop sig vid fara. Det är inte klarlagt om näbbdjuret använder sin gifttagg mot fiender eller under strider mellan artfränder.

## Fortplantning

### Parningslek och parning
Kloakdjur utmärker sig genom en komplicerad parningslek. Hos myrpiggsvin bildar flera parningsvilliga hannar kolonner som vandrar bakom en hona. Under marschen tappar de upp till 25% av sin kroppsvikt. När honan antyder att hon är beredd för parning gräver hannarna ett dike kring honan och sedan försöker de tränga ut alla motståndare ur ringen. Den starkaste hannen får sedan möjlighet att para sig. Näbbdjurets parningslek är mindre avancerad. Leken består i att hannen griper honans svans med näbben och ibland simmar de sedan flera dagar i en cirkel kring varandra. Själva parningen skiljer sig inte från samma akt hos övriga däggdjur. Hannen för in sin penis i honans kloaköppning.

### Äggets utveckling och ruvandet
Kloakdjurens äggblåsa skiljer sig från samma organ hos andra däggdjur genom att det bara förekommer en primär äggblåsa. Äggcellen täcks bara av ett enda membran. Befruktningen sker i äggledaren och sedan vandrar zygoten till livmodern. För näbbdjuret ligger det 12 till 14 dagar mellan befruktningen och äggläggningen och hos myrpiggsvin är denna tid två till tre veckor. Kloakdjurens ägg har en diameter av 10 till 15 millimeter. Skalen är vita till krämfärgade och äggulan är jämförelsevis stor. Medan myrpiggsvin vanligen bara lägger ett ägg åt gången förekommer två till tre ägg hos näbbdjuret.
Honorna ruvar ägget ungefär tio dagar. Som nämnts har myrpiggsvin för detta ändamål en pung på buken där temperaturen ligger cirka 2 °C över temperaturen för övriga kroppsdelar. Näbbdjur av honkön gräver därför underjordiska bon som polstras med växter. Ungar har en äggtand för att öppna ägget.

### Kläckning och ungdjurens uppfostring
Nykläckta kloakdjur är ungefär lika väl utvecklade som nyfödda pungdjur, när dessa vandrar till pungen. De har en längd av 12 till 25 millimeter och väger 300 till 400 milligram. De främre extremiteterna är vid kläckningen redan kraftigt utvecklade medan de bakre extremiteterna är svaga. Honan ammar ungdjuret med mjölk som i stort sett har samma sammansättning som mjölk hos andra däggdjur. På grund av att honan saknar spenar slickar ungarna mjölken från ett område med porer på moderns buk.
Unga myrpiggsvin stannar ungefär sju till åtta månader i honans pung. De måste lämna pungen när taggarna börjar växa. Honan sätter ungdjuren i sina bon och besöker dem var femte till tionde dag för att ge di. Unga näbbdjur lever ungefär fem månader i honans bo. Kloakdjur av hankön är inte inblandade i ungarnas uppfostran. Honor av näbbdjuret slutar efter cirka 3,5 månader och myrpiggsvin efter ungefär 7 månader att ge di. Ungdjuret blir könsmoget efter ett till två år.

### Livslängd
Myrpiggsvin kan nå en hög ålder. Exemplar i fångenskap har blivit omkring 50 år gamla. Däremot har näbbdjuret i naturen bara en uppskattad livslängd på mellan fem och åtta år. En individ som föddes upp av människor blev 21 år gammal.

## Systematik

### Inre systematik

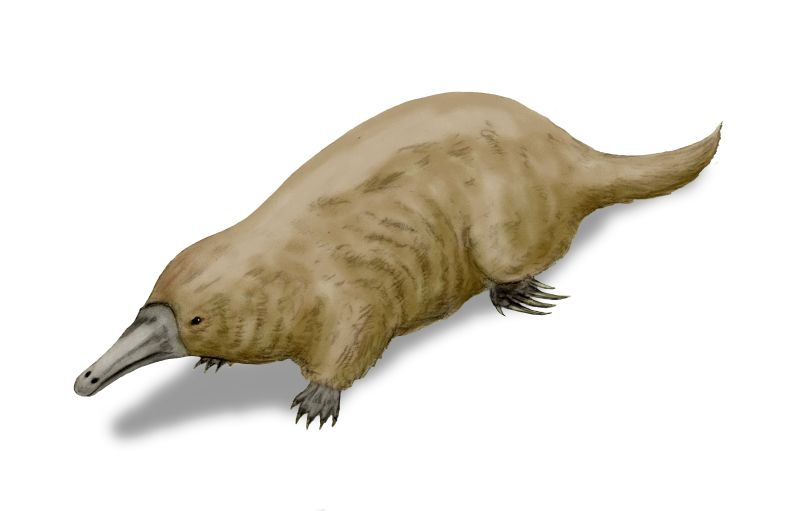
Steropodon galmani är en utdöd släkting till näbbdjuret

Dagens kloakdjur består av två familjer med tillsammans tre släkten och fem arter.
- Näbbdjuret (Ornithorhynchus anatinus) är den enda medlem i familjen Ornithorhynchidae.
- Familjen myrpiggsvin (Tachyglossidae) bildas av två släkten: kortnäbbiga myrpiggsvin (Tachyglossus) med en art och långnäbbiga myrpiggsvin (Zaglossus) med tre arter.

Fossila förfäder av kloakdjuren är kända från krita för cirka 120 miljoner år sedan. Den äldsta kända arten i ordningen, Kollikodon ritchiei, räknas idag till en egen familj Kollikodontidae. Andra utdöda släktingar till näbbdjuret är listade i släktena Steropodon och Teinolophos. Hos dessa fanns däremot tänderna kvar, likaså hos släktet Obdurodon från pliocen.
Ett fynd från Argentina som består av tre tänder rangordnades som arten Monotrematum sudamericanum och är likaså besläktad med näbbdjuret. Tänderna daterades till paleocen och är de enda fossilen av ordningen som hittades utanför området kring Australien. Det antas att dessa djur vandrade från Australien över Antarktis till Sydamerika då dessa kontinenter fram till eocen var sammanlänkade. Även klimatet var betydligt varmare än idag. Därför förmodas att kloakdjur levde på Antarktis men här saknas fossila fynd.
De äldsta fossila myrpiggsvinen är kända från sen miocen och de räknas till ett av dagens recenta släkten. Några av dessa hade betydligt större storlek. Det största hittills kända myrpiggsvinet var Zaglossus hacketti som nådde en längd över en meter och en vikt upp till 30 kilogram. Arten levde under pleistocen (för 15 000 år sedan) i sydvästra Australien.

### Yttre systematik
Hur kloakdjuren kom till under evolutionens lopp är omstritt. Tidigare antogs att de utvecklade sig ur en annan gren från djurgruppen Therapsida (”däggdjursliknande kräldjur”) än de övriga däggdjuren, men denna teori är av de flesta forskare förkastad. Idag förmodas att alla däggdjur (däribland kloakdjuren) uppkom från samma gren. De skulle alltså ha en gemensam stamfader och bilda en monofyletisk grupp.
Oklart är fortfarande när och hur urskiljandet i kloakdjur och övriga däggdjur inträffade samt hur kloakdjur och vissa utdöda taxa är besläktade. Möjliga teorier listas här:
- Enligt en gammal tes består gruppen däggdjur av två eller tre undergrupper Theria (pungdjur och högre däggdjur), den utdöda gruppen Allotheria (inte godkänd av alla zoologer) och Protheria. Till den sistnämnda gruppen räknades bredvid kloakdjuren några andra taxa som bland annat Morganucodonta, Docodonta och Eutriconodonta. Även denna teori är idag avvisad på grund av att kloakdjuren är närmare släkt med gruppen Theria än med de andra nämnda grupperna och därför är Protheria en parafyletisk grupp.
- Vissa forskare påstår att kloakdjuren utvecklade sig ur ordningen Multituberculata. Detta taxon fanns från jura till oligocen med många arter. Arterna visade likheter med dagens gnagare. De flesta zoologerna betraktar Multituberculata idag som en annan gren av däggdjuren som uppstod oberoende av kloakdjuren.
- I ett av de nyare forskningsarbetena etablerar Zhe-Xi Luo en ny underklass till däggdjuren, Australosphenida (se litteratur), som består av kloakdjuren samt den utdöda ordningen Ausktribosphenida.[19] Underklassen ska ha uppkommit under mesozoikum på den gamla superkontinenten Gondwana. Teorin grundar sig på nyupptäckta fossil med tänder som liknar tänderna till näbbdjurets förfäder. Andra forskare motsätter sig Luos teori.[20]
- De tre ovannämnda teorierna ser kloakdjuren alltid som en grupp utanför gruppen Theria. Det förekommer även hypoteser att kloakdjuren tillsammans med pungdjuren bildar en monofyletisk grupp, Marsupionta, som i sin tur är systergruppen till de högre däggdjuren (Eutheria). Denna tes har idag bara ett fåtal anhängare.

En allmänt godkänd teori angående kloakdjurens släktskap till de övriga däggdjuren saknas alltså. Dessa meningsskillnader beror även därpå att många fossil bara utgörs av tänder eller delar av käken så att en bra definition blir svårt. En kartläggning kloakdjurens genom kan förhoppningsvis lösa flera problem angående kloakdjurens evolution. Sådan kartläggning har under 2000-talet påbörjats för främst näbbdjur, men även kortnäbbat myrpiggsvin.
En första kartläggning av näbbdjurets genom publicerades 2008. En andra kartläggning publicerades 2021. Genkartläggning innebär bestämning av genernas läge på en kromosom, och i studien från 2008 kunde 25% av näbbdjurets gener kartläggas, och efter studien från 2021 kunde 96% av generna kartläggas. DNA-sekvensering har visat att näbbdjuret delar mer än 80% av sitt genom med andra däggdjur vars genom blivit sekventerat. Till exempel finns de tre kaseingener (mjölkproteingener) som de flesta däggdjur har samtliga hos kloakdjur. En av skillnaderna mellan näbbdjuret och andra däggdjur, som inte är kloakdjur, som kartläggningen har visat är dock att näbbdjuret har en gen som kodar för vitellogenin, ett guleprotein som finns hos flera äggläggande djur, däribland reptiler. Men reptiler har tre funktionella vitellogeningener, till skillnad från kloakdjur som bara har en funktionell vitellogeningen. En teori är att vitellogeningener fanns hos kloakdjurens och andra däggdjurs gemensamma förfäder, men förlorades hos andra däggdjur och endast bevarades hos kloakdjur.

## Kloakdjur och människor

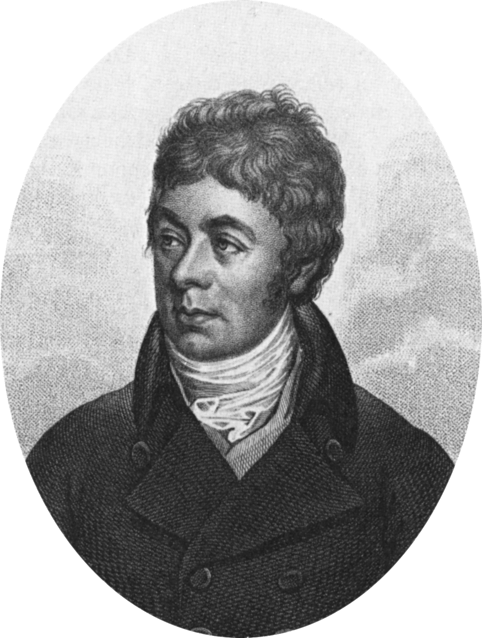
Den engelska zoologen George Shaw beskrev bägge familjerna under 1700-talet för första gången på vetenskapligt sätt.

Europeiska vetenskapsmän reagerade förvånade på upptäckten av dessa djur, som förenade kännetecken av olika förut kända taxa. Näbbdjuret betraktades först som förfalskning och som skicklig fantasifull produkt av en person som sysslade med taxidermi. Det andra namnet för myrpiggsvin, Echidna, kommer ursprungligen från en figur i grekisk mytologi som var till hälften kvinna och till hälften orm. Den engelska zoologen George Shaw beskrev dessa djur under 1700-talet för första gången på vetenskapligt sätt och hans framställning var ganska noga. Trots allt förblev det fram till 1800-talet okänt hur dessa djur förökar sig. Även den kända tyska zoologen Alfred Brehm yttrade i sitt verk Djurens liv att kloakdjur föder levande ungar. Han återgav en berättelse av den australiska naturforskaren George Bennett "Ingenstädes har man träffat på något, som kunnat leda till den förmodan att, såsom man förut påstått, ungarne komma fram ur ägg". Först vid slutet av 1800-talet kom det fram att kloakdjur verkligen lägger ägg. Ännu idag betraktas de som en biologisk kuriositet och de räknas ofta till de så kallade ”levande fossilen”.
Arternas hotstatus är inte enhetlig. Det kortnäbbade myrpiggsvinet förekommer i större delar av Australien och har en större population. Däremot är de långnäbbade myrpiggsvinen på Nya Guinea hotade, då deras kött gäller som delikatess och de jagas även med hundar. Näbbdjuret jagades tidigare för pälsens skull men idag finns omfattande skyddsåtgärder. På grund av de höga krav som djuret ställer på sitt habitat listas den i Australien som ”vanlig men sårbar” (common but vulnerable).